# Ramin Bahrami
Ramin Bahrami (* 27. Dezember 1976 in Teheran) ist ein deutsch-iranischer Pianist und Komponist, der in Deutschland lebt.

## Leben
Im Alter von 11 Jahren mussten Bahrami, seine Mutter und sein Bruder fast mittellos aus dem Iran nach Italien fliehen, sein Vater blieb im Iran inhaftiert und starb im Gefängnis 1991.
Mithilfe eines Kulturförderungsprogramms des italienischen Staates und durch die Unterstützung seines väterlichen Freundes und Förderers, Paolo Belasich, konnte er 1993 sein Studium am G.-Verdi-Konservatorium in Mailand bei Piero Rattalino beginnen. Er verbesserte danach sein Spiel weiter bei Danilo Lorenzini sowie an der Klavierakademie Incontri col Maestro in Imola.
Anschließend besuchte er die Hochschule für Musik in Stuttgart und studierte bei Wolfgang Bloser, erhielt aber auch noch viele Jahre in Mailand bei Lorenzini Unterricht in Komposition. Außerdem wurde er von Alexis Weissenberg, András Schiff, Robert Levin und besonders von Rosalyn Tureck unterrichtet. 2012 machte Bahrami sein Debüt an der Mailänder Scala zu Ehren von Kardinal Martini.
Durch einen weiteren Mäzen, den Industriellen Hans Böhme, kam er im Jahr 2000 nach Crailsheim, wo er seither mit seiner Mutter und seinem Bruder lebt. Er hat fünf Bücher geschrieben, die mittlerweile als Musik-Bestseller in Italien gelten. Bahrami ist bei Bach 333 Edition von Deutsche Grammophon und Decca mit 5 CDs dabei. Seine Aufnahmen sind bei Decca Universal erschienen. Decca Italia bringt 2019 Bach Keyboards Works heraus, wo 15 CDs nur mit Bachs Klaviermusik mit Ramin Bahrami gesammelt sind. Er spielte „Bach is in the Air“, eine Kombination zwischen Jazz und Bach-Original, mit dem großen Jazzpianisten Danilo Rea, mit großem Erfolg in Tokyo, Osaka, Peking Shanghai Bangkok. Für 2019 und 2020 sind mehrere Konzerte und Aufnahmen geplant. Bei seiner nächsten Publikation handelt es sich um die Geschichte der Persischen Musik zum ersten Mal auf Italienisch, die bei „Nave di Teseo“ erscheinen wird. Ramin Bahrami nahm mit dem Gewandhausorchester und Riccardo Chailly die Bach-Klavierkonzerte bei Decca auf.

## Musikalisches Wirken
Schon während seines Studiums hatte Bahrami mehrere Auftritte im Mailänder Konservatorium, im Teatro delle Erbe und an der Universität 'L. Bocconi'.
Er war Teilnehmer am Internationalen W.-A.-Mozart-Piano-Festival in Rovereto, am Festival „Von Bach zu Bartók“ in Imola, am Piano-Festival in Amalfi sowie einer Serie von Konzerten in Modena.
In Treviglio spielte er unter Marcello Abbado, auf dem Festival in Rimini spielte er mit dem Arturo-Toscanini-Symphonieorchester von Emilia-Romagna.
Zu Beginn des Jahres 1998 gab er ein Konzert in einem Altersheim für Musiker und am 23. Februar sein Debüt im Teatro Bellini in Catania. Dieses Konzert wurde von einem Fernsehsender übertragen. In der Folge wurde ihm vom Bürgermeister die Ehrenbürgerschaft verliehen.
Im Mai des Jahres machte er eine Tour durch Mexiko und im März 1999 spielte er die Goldberg-Variationen im Teatro Manzoni in Mailand. Später führte er die Goldberg-Variationen auch in der Londoner Wigmore Hall auf. Er trat unter anderem in Paris im Salle Cortot, in der Tonhalle Zürich, in der Budapest Liszt Akademie und im Konzerthaus Berlin auf.
2005 interpretierte er das Kammerorchester von Hans Werner Henze mit dem Janàcek Philharmonischen Orchester unter Latham Konig. Er spielte Beethovens Choral Fantasie mit der Kammerphilharmonie Stuttgart. Mit dem Orchestra Verdi aus Mailand spielte er Saint Seans Klavierkonzert Nr. 2 in G moll im Auditorium „Mahler“. Im Sala Sinopoli in Rom (Parco della Musica) unter der Leitung des Dirigenten Lü Ja führte er Mozarts Klavierkonzert k.466 auf. Er ging mit dem lettischen Philharmonischen Kammerorchester unter Andres Mustonen auf Tournee. Er spielte in Sotschi mit Yuri Bashmet und Moskauer Solisten sehr erfolgreich.

## Diskografie
- Ramin Bahrami plays Bach, 1998 (AUR 400-2)
- Ramin Bahrami live in Catania, 1998 (AUR 401-2)
- Ramin Bahrami plays Bach, Partitas Nos. 1,3,6 (AUR 405-2)
- Johann Sebastian Bach, Goldberg-Variationen BWV 988, 2004 (Decca 476 282-0)
- Johann Sebastian Bach, Partiten, 2005 (Decca)
- Johann Sebastian Bach, Die Kunst der Fuge, 2007 (Decca)
- Johann Sebastian Bach, Die Französischen Suiten, BWV 812-817. 2010 (Decca)
- Johann Sebastian Bach, Inventions and Sinfonias.   2013 (Decca)
- Bach for Babies. 2014 (Decca)
- Bach Is in the Air. 2017 mit Danilo Rea (Universal) 2019 The Colours of Bach (Decca)2019 Bach Keyboard Works

Ramin Bahrami „Malinconia“ mit Werken verschiedenen Komponisten von Scarlatti bis Berio durch Chopin Schumann Wagner Liszt Bis Bach Busoni Decca 2020.